# Mindanaokanarie
De mindanaokanarie (Chrysocorythus mindanensis) is een zangvogel uit de familie Fringillidae (vinkachtigen). Het is een voor uitsterven gevoelige endemische vogelsoort uit de Filipijnen.

## Kenmerken
De vogel is 11 tot 12 cm lang. De vogel lijkt sterk op de Indonesische kanarie, ook een vink met een forse, kegelvormige snavel, heldergele vleugelstrepen en stuit en zwart gestreepte borst. Deze soort heeft meer geel op de kop en borst dan de Indonesische soort.

## Verspreiding en leefgebied
De vogel komt voor op het eiland Mindanao in de berggebieden rond Mount Apo en in het Kitangladgebergte. De leefgebieden zijn graslanden en gebieden met natuurlijk bos en struikgewas in bergachtig gebieden op hoogten tussen 2500 en 2900 meter boven zeeniveau.